# João José de Carvalho
João José de Carvalho (Rio de Janeiro, 24 de fevereiro de 1806 – 22 de março de 1867) foi um médico brasileiro.
Foi eleito membro da Academia Nacional de Medicina em 1832, da qual foi presidente no 1º trimestre de 1833.